# José Abella
José Javier Abella Fanjul (Córdoba (Veracruz), 10 de fevereiro de 1994) é um futebolista profissional mexicano que atua como defensor, atualmente defende o Atlas.

## Carreira
José Abella fez parte do elenco da Seleção Mexicana de Futebol nas Olimpíadas de 2016.